# IC 4427
IC 4427 је спирална галаксија у сазвјежђу Волар која се налази на листи објеката дубоког неба у Индекс каталогу.
Деклинација објекта је + 26° 51' 50" а ректасцензија 14h 26m 59,6s. Привидна величина (магнитуда) објекта IC 4427 износи 14,6 а фотографска магнитуда 15,4. Налази се на удаљености од 56,693 милиона парсека од Сунца. IC 4427 је још познат и под ознакама MCG 5-34-41, CGCG 163-50, IRAS 14247+2705, PGC 51591.